# Цемент Сореля
Цемент Сореля — магнезиальное связующее на основе оксида магния, затворяемого раствором солей магния, как правило хлорида магния и/или сульфата магния. Предложен С. Сорелем в 1866 году.
Срок схватывания: начало не ранее 20 мин, конец не позднее 6 ч с момента затворения теста нормальной густоты. Предел прочности при сжатии образцов (из затворенной смеси 3 ч магнезита, 1 ч сосновых опилок) составляет 30-50 МПа; у каустического доломита 10-30 МПа. Отличается повышенной прочностью сцепления, особенно с древесными материалами (опилками). 
Применяется как химически стойкий цемент для изготовления стекломагниевых листов, плит, полов, искусственных камней, в качестве основы фибролита, ксилолита и других строительных материалов, для производства точильных камней, жерновов, абразивных кругов и брусьев, лестничных ступеней и так далее.